# Gerd Schönfelder
Gerd Schönfelder (2 de septiembre de 1970) es un deportista alemán que compitió en esquí alpino adaptado. Ganó 22 medallas en los Juegos Paralímpicos de Invierno entre los años 1992 y 2010.

## Palmarés internacional
| Juegos Paralímpicos | Juegos Paralímpicos        | Juegos Paralímpicos | Juegos Paralímpicos         |
| Año                 | Lugar                      | Medalla             | Prueba                      |
| ------------------- | -------------------------- | ------------------- | --------------------------- |
| 1992                | Albertville (Francia)      | Medalla de oro      | Descenso LW1,3,5/7,9        |
| 1992                | Albertville (Francia)      | Medalla de oro      | Eslalon gigante LW1,3,5/7,9 |
| 1992                | Albertville (Francia)      | Medalla de oro      | Supergigante LW1,3,5/7,9    |
| 1994                | Lillehammer (Noruega)      | Medalla de oro      | Descenso LW5/7              |
| 1994                | Lillehammer (Noruega)      | Medalla de oro      | Eslalon LW5/7               |
| 1994                | Lillehammer (Noruega)      | Medalla de plata    | Eslalon gigante LW5/7       |
| 1994                | Lillehammer (Noruega)      | Medalla de plata    | Supergigante LW5/7          |
| 1998                | Nagano (Japón)             | Medalla de oro      | Eslalon LW1,3,5/7           |
| 1998                | Nagano (Japón)             | Medalla de bronce   | Eslalon gigante LW1,3,5/7   |
| 2002                | Salt Lake (Estados Unidos) | Medalla de oro      | Descenso LW3,5/7,9          |
| 2002                | Salt Lake (Estados Unidos) | Medalla de oro      | Eslalon LW3,5/7,9           |
| 2002                | Salt Lake (Estados Unidos) | Medalla de oro      | Eslalon gigante LW3,5/7,9   |
| 2002                | Salt Lake (Estados Unidos) | Medalla de oro      | Supergigante LW3,5/7,9      |
| 2006                | Turín (Italia)             | Medalla de oro      | Descenso de pie             |
| 2006                | Turín (Italia)             | Medalla de oro      | Eslalon gigante de pie      |
| 2006                | Turín (Italia)             | Medalla de plata    | Supergigante de pie         |
| 2006                | Turín (Italia)             | Medalla de bronce   | Eslalon de pie              |
| 2010                | Vancouver (Canadá)         | Medalla de oro      | Descenso de pie             |
| 2010                | Vancouver (Canadá)         | Medalla de oro      | Eslalon gigante de pie      |
| 2010                | Vancouver (Canadá)         | Medalla de oro      | Supergigante de pie         |
| 2010                | Vancouver (Canadá)         | Medalla de oro      | Supercombinada de pie       |
| 2010                | Vancouver (Canadá)         | Medalla de plata    | Eslalon de pie              |